# Sítio arqueológico de Colaride

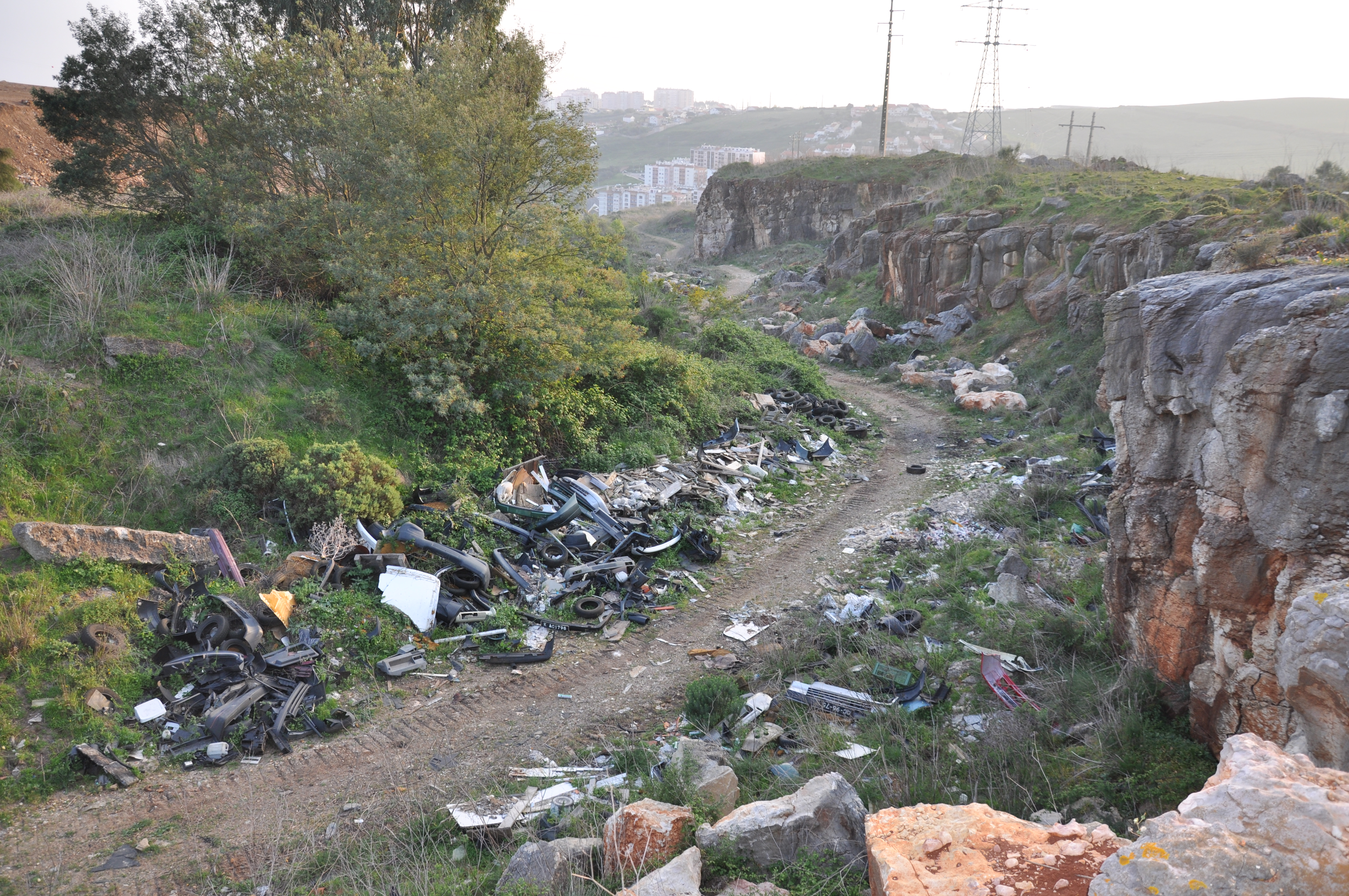
Entulho em um dos caminhos de Colaride

O Sítio Arqueológico de Colaride, também denominado Estação Romana de Colaride, é um sítio arqueológico localizado no lugar de Colaride, na atual freguesia de Agualva e Mira-Sintra, no Município de Sintra.

## Descrição
A estação arqueológica é constituída por uma conduta e um conjunto de fossas escavadas na rocha de base de cronologia diversa e por uma pedreira romana explorada a céu aberto. A descoberta de Terra sigillata, tégula e ímbrice sugerem a existência de uma villa. Esta possibilidade é corroborada pela presença de uma gruta com vestígios de uma necrópole. 
É também possível encontrar na mesma área as ruínas de um Moinho de Vento (datado do século XVIII) e uma casal medieval. O moinho de vento, também conhecido por moinho de Colaride ou de Rocanes, é de fácil acessibilidade, enquanto que a propriedade rústica abandonada, geralmente conhecida por casal de Rocanes, requer a travessia de um desfiladeiro.

### Estado de preservação
Na contemporaneidade, a área tem sido vítima de vandalismo e despejos de entulho. Algumas entidades têm apresentado interesse em um projecto de requalificação da área de Colaride, sugerindo a sua transformação em um parque de lazer comunitário.  